# Esquerra Catalana (1989-1993)
|  | Per a altres significats, vegeu «Esquerra Catalana». |

Esquerra Catalana va ser un partit polític fundat per Joan Hortalà el 1989 com a resultat d'una escissió d'Esquerra Republicana de Catalunya (ERC). Tenia com a objectiu bàsic l'assoliment de la plena sobirania de Catalunya a través de l'exercici del dret a l'autodeterminació.
L'escissió es produí poques setmanes després del 16è Congrés Nacional d'ERC, celebrat a Lleida el novembre de 1989, en què Àngel Colom va aconseguir dos terços dels representants del Consell Nacional, tot i que en la primera ronda de votacions Hortalà havia assolit el 46,6% dels vots per a la Secretaria General. El mateix desembre de 1989 els diputats Hortalà, Casanovas i Sabanza varen abandonar del Grup Parlamentari d'Esquerra Republicana per adscriure's als Grup Mixt.
Formalment es constituí com a partit mitjançant un congrés celebrat el 10 de març de 1990 en el qual s'elegí Joan Hortalà com a secretari general, Marçal Casanovas com a president i Joan Manuel Sabanza com a secretari general adjunt.
Es presentà en solitari a les eleccions municipals de 1991 en què obtingué 4.919 vots (0,18%), 46 regidors i set alcaldies: Móra la Nova, Conudella de Montsant, Rasquera, Ginestar, Miravet, la Tallada i Garrigoles.
Durant el congrés celebrat el 28 de març de 1993 a Barcelona va aprovar la seva integració a Convergència Democràtica de Catalunya (CDC). Tanmateix, alguns dels seus regidors van passar al Partit dels Socialistes o es van reintegrar a Esquerra Republicana.